# Wolfram Dorn (Tiermediziner)

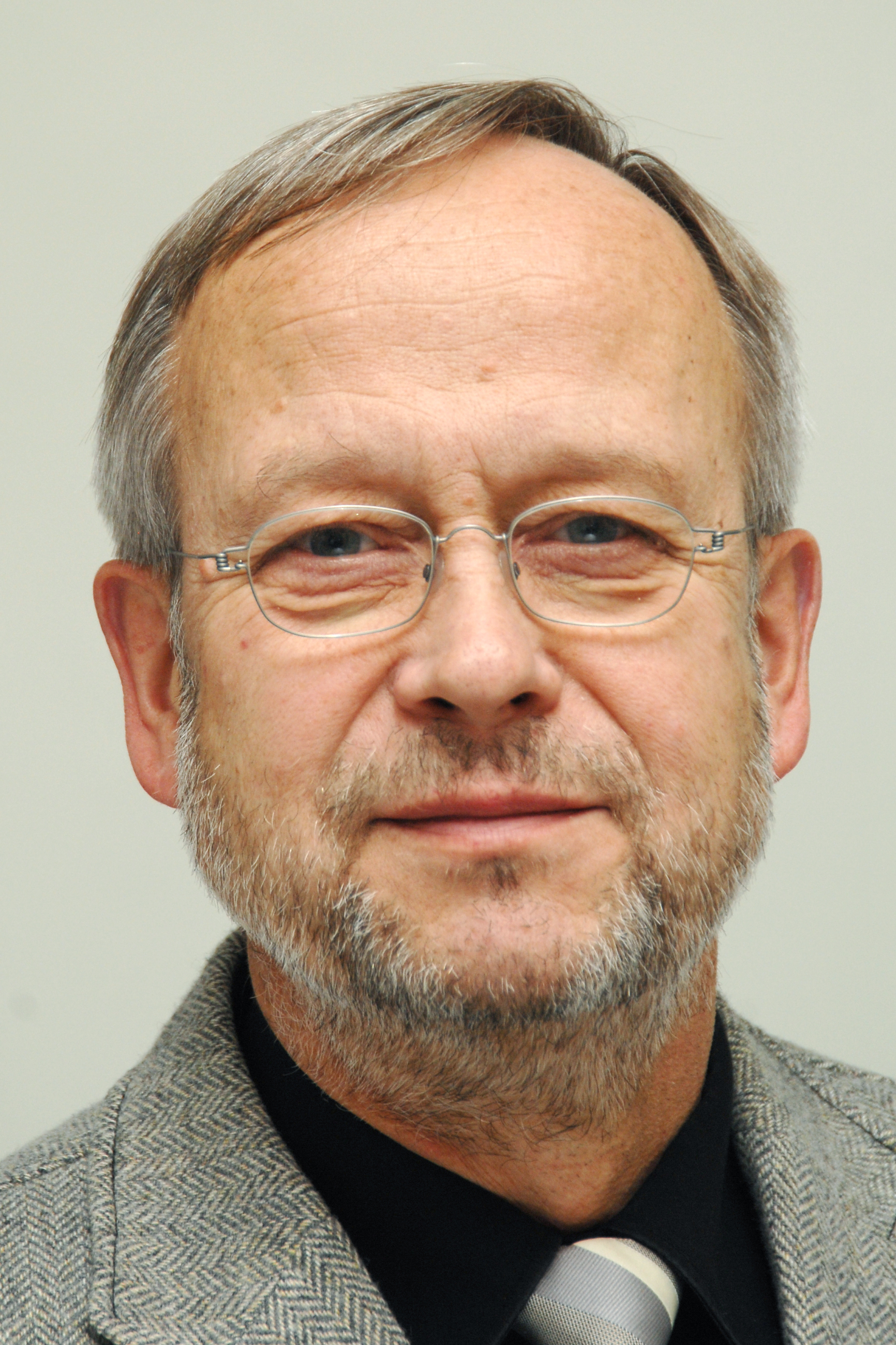
Wolfram Dorn (2008)

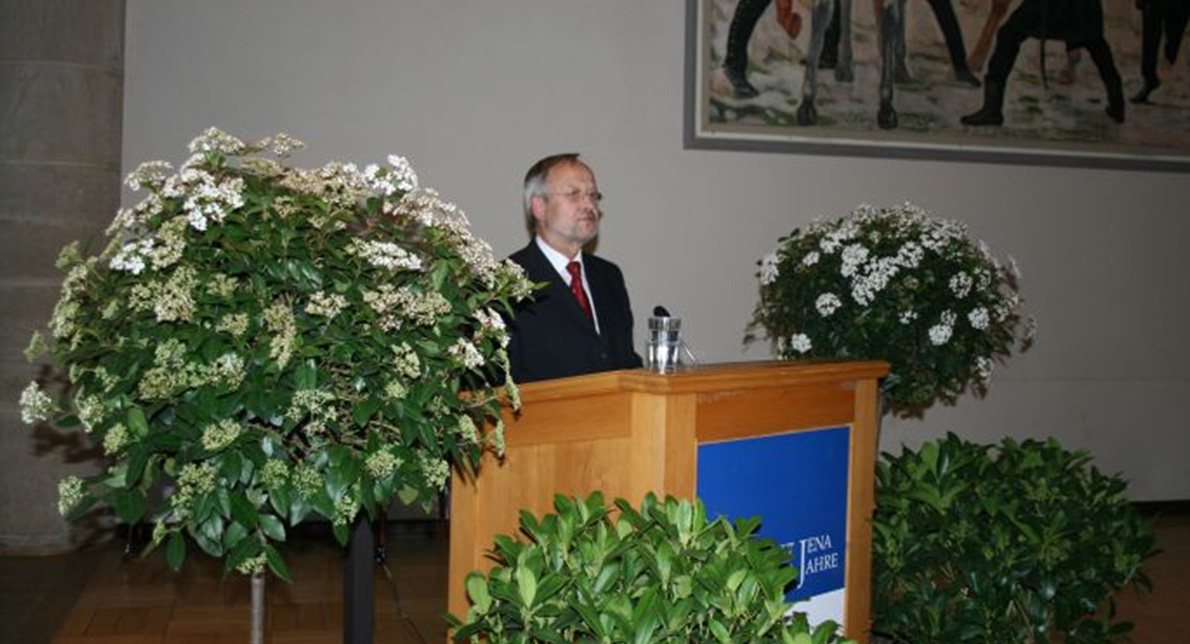
Wolfram Dorn, Festrede zum 20. Jahrestag des Institutes für Ernährungswissenschaften (2010)

Wolfram Dorn (* 6. Juni 1946 in Halle (Saale)) ist ein deutscher Tierarzt und Hochschullehrer. Er war Mitbegründer, Lehrbereichsleiter und langjähriger Institutsdirektor des Institutes für Ernährungswissenschaften der Friedrich-Schiller-Universität Jena.

## Leben
Wolfram Dorn wurde in Halle (Saale) geboren, studierte an der Veterinärmedizinischen Fakultät der Universität Leipzig von 1966 bis 1971 Veterinärmedizin und schloss die Ausbildung als Diplom-Veterinärmediziner ab. 1972 erhielt er die tierärztliche Approbation und begann seine Tätigkeit als wissenschaftlicher Assistent, später als Oberassistent im Wissenschaftsbereich Tierhygiene der Universität Leipzig. Die folgenden 15 Jahre waren durch die Bearbeitung umfangreicher tierhygienischer Projekte, wie zum Beispiel zum Einfluss von Lichtregimen und deren Bedeutung für Gesundheit und Leistung von Kälbern und Schweinen oder zur Relevanz der Umwelt für die Infektionsabwehr, gekennzeichnet. Im Jahre 1978 verteidigte er seine Promotion und 1984 seine Habilitationsschrift. Danach wurde er zum Hochschuldozenten für Tierhygiene an der Universität Leipzig berufen.
1989 erhielt er den Ruf von der Friedrich-Schiller-Universität Jena als Professor für Tierhygiene.
Nach der politischen Wende war er maßgeblich am Aufbau des Institutes für Ernährungswissenschaften in Jena beteiligt, dem er als erster Direktor vorstand.
Am 6. Juni 2011 wurde er offiziell in den Ruhestand verabschiedet.

## Funktion und Rolle am Institut für Ernährungswissenschaften in Jena
Im Jahre 1989 wurde zunächst eine Abteilung Agrarwissenschaften als erster Schritt auf dem Wege der Wiederetablierung einer Agrarwissenschaftlichen Fakultät an der Jenaer Hohen Schule gegründet. Als nach der Wende die Struktur der Friedrich-Schiller-Universität neu durchdacht wurde, kam es nicht zur Wiederbegründung einer Landwirtschaftlichen Fakultät, sondern mit Senatsbeschluss vom 6. Februar 1991 zum Aufbau der Studiengänge Ernährung und Umwelt- und Landschaftsgestaltung, was am 13. Mai 1991 beim zuständigen Ministerium beantragt wurde. Am 17. Juli 1991 genehmigte das Wissenschaftsministerium die  Etablierung des Studienganges Ernährungswissenschaften. Somit konnten im September 1991 die ersten 69 Studenten der Ernährungswissenschaften immatrikuliert werden und die bereits 1990 für eine landwirtschaftliche Ausbildung immatrikulierten Studenten nach neuem Studienplan weiter an der FSU Jena studieren, von denen nach Abschluss der Regelstudienzeit im Herbst 1994 die ersten 34 als Dipl. Trophologen verabschiedet wurden. Seitdem hat sich das Institut stetig weiterentwickelt und als feste Größe am Studienstandort Jena etabliert. Daran hatte Dorn signifikanten Anteil, denn er engagierte sich nicht nur als Leiter seines Lehrbereiches Lebensmittel- und Umwelthygiene, als Hochschullehrer und Betreuer von vielen Diplomanden und Doktoranden, sondern vor allem über fast zwölf Jahre auch als Institutsdirektor. So konnte er in dieser Funktion auch zum Festkolloquium 20 Jahre Institut für Ernährungswissenschaften an der Alma Mater Jenensis am 4. November 2010 einladen.

## Forschung
Seit 1992 untersuchte Dorn das Vorkommen von Borrelia burgdorferi s. l., dem Erreger der Lyme-Borreliose, in Thüringen. Diese durch Zecken übertragene Multisystemerkrankung ist die häufigste Arthropoden-assoziierte Infektionskrankheit in der nördlichen Hemisphäre. Obwohl auf diesem Gebiet intensiv geforscht wird, sind der Infektionszyklus sowie die einwirkenden Faktoren noch weitgehend unverstanden. Auch existiert aufgrund des Variantenreichtums der Oberflächenproteine (outer-surface-proteins=Osp) bei den verschiedenen Genospezies bislang noch kein Impfstoff. Ziel seiner Untersuchungen war es deshalb, saisonale und lokale Besonderheiten im Vorkommen der einzelnen Genospezies in den natürlichen Vektoren und Reservoirtieren aufzuzeigen und Ursachen für diese zu finden.
Die wesentlichen Themen der wissenschaftlichen Arbeiten von Dorn am Institut für Ernährungswissenschaften in Jena waren:
- Epidemiologische Studien über Borrelia burgdorferi s. l.
- Untersuchungen der Prävalenz von zeckenassoziierten Krankheitserregern im Vektor Ixodes ricinus und ihren Reservoirwirten
- Rolle verschiedener biotischer und abiotischer Umweltfaktoren im Infektionszyklus von Borrelia burgdorferi s. l. und der Einfluss auf das Infektionsrisiko für den Menschen
- Einfluss abiotischer Umweltfaktoren auf die Tiergesundheit und die Qualität von Lebensmitteln
- Epidemiologische Untersuchungen von umweltassoziierten Erkrankungen bei Mensch und Tier

## Lehre
Dorn hat während seiner Zeit als Hochschullehrer an der Friedrich-Schiller-Universität Jena viel zur umfassenden Ausbildung der Jenaer Absolventen des Studienganges Ernährungswissenschaften beigetragen. Er hat dabei umfangreiche Vorlesungsreihen zu den Gebieten Lebensmittelhygiene, Humanbiologie und Qualitätssicherung von Lebensmitteln angeboten. Er betreute viele Diplomanden und führte Nachwuchswissenschaftler zur Promotion.
Auswahl an Dissertationen:
- J. Franke: Zur Bedeutung des Vektors Ixodes ricinus und verschiedener Wirtsspezies für die Verbreitung zeckenassoziierter Krankheitserreger. 2010.
- S. Kipp: Genetische Heterogenität von Borrelia burgdorferi sensu lato und Wirt-Vektor-Beziehungen in Naturherden. 2008.
- U. Sünder: Zu Vorkommen und Verbreitung von Borrelia burgdorferi in ausgewählten Naturherdgebieten Thüringens unter besonderer Berücksichtigung des Hauptvektors Ixodes ricinus L. 1758. 2003.
- B. Steil: Die genetische Heterogenität von Borrelia burgdorferi sensu lato in ausgewählten Naturherden Deutschlands. 2002.
- C. Kuss: Sensitivität etablierter Zelllinien gegenüber Pflanzenschutzmitteln. 1999.

## Außeruniversitäre Aktivitäten
Ab Mitte der 90er Jahre engagierte sich Dorn, der Fachtierarzt für Tierhygiene ist, aktiv bei der Gestaltung der tierärztlichen Selbstverwaltung in Thüringen. Seit vielen Jahren steht er dem Prüfungsausschuss der Kammer vor, ist stellvertretender Ausschussvorsitzender Fort- und Weiterbildung und seit mehreren Legislaturperioden Kammerversammlungsmitglied. In diesen Funktionen war er bei der Vorbereitung und Durchführung erfolgreicher Tierärztetage in Thüringen beteiligt.

## Ausgewählte Publikationen
- mit J. Franke, A. Hildebrandt: Exploring gaps in our knowledge on Lyme borreliosis spirochaetes--updates on complex heterogeneity, ecology, and pathogenicity. In: Ticks Tick Borne Dis. 4(1-2), Februar 2013 S. 11–25. doi:10.1016/j.ttbdis.2012.06.007
- mit A. Hildebrandt, J. Fritzsch, J. Franke, S. Sachse und E. Straube: Co-circulation of emerging tick-borne pathogens in Middle Germany. In: Vector Borne Zoonotic Dis. 11(5), Mai 2011, S. 533–537, doi:10.1089/vbz.2010.0048.
- mit J. Franke, A. Hildebrandt, F. Meier, E. Straube: Prevalence of Lyme disease agents and several emerging pathogens in questing ticks from the German Baltic coast. In: J Med Entomol. 48(2), März 2011, S. 441–444, doi:10.1603/ME10182.
- mit J. Franke, A. Moldenhauer und A. Hildebrandt: Are birds reservoir hosts for Borrelia afzelii? In: Ticks and Tick-Borne Diseases. 1, 2010, S. 109–112, doi:10.1016/j.ttbdis.2010.03.001.
- mit J. Franke, S. Kipp und C. Flügel: Prevalence of Borrelia burgdorferi s.l. in ticks feeding on humans in Thuringia/Germany. In: Int J Med Microbiol. 298, Suppl.1, 2008, S. 188–192, doi:10.1016/j.ijmm.2008.01.009.
- mit S. Kipp, A. Goedecke, B. Wilske und V. Fingerle: Role of birds in Thuringia, Germany, in the natural cycle of Borrelia burgdorferi sensu lato, the Lyme disease spirochaete. In: Int J Med Microbiol. 296 Suppl 1, 2006, S. 125–128, doi:10.1016/j.ijmm.2006.01.001.
- mit C. Flügel und I. Grübner: Data on human-biting I. ricinus ticks in a region of Thuringia (Germany). In: Int J Med Microbiol. 291 Suppl. 33, 2002, S. 219.
- mit I. Grübner und H-J. Menzel: Childrens Borreliosis in Thuringia. In: Zbl. Bakteriol. 289, 1999, S. 725–729.
- mit S. Messutat, S. Kipp, A. Feldmann und U. Sünder: Seasonal variations in the infestation of rodents with Ixodes ricinus linnaeus (acari: ixodidae) and prevalence of Borrelia infections in a habitat of the Ilm-valley (Thuringia, Germany). In: Zentralblatt für Bakteriologie. 289, 1999, S. 696–697, doi:10.1016/S0934-8840(99)80035-8.